# All Nightmare Long
All Nightmare Long (englisch für „Den ganzen Albtraum lang“) ist ein Lied der US-amerikanischen Metal-Band Metallica vom Album Death Magnetic. Es wurde am 15. Dezember 2008 als vierundvierzigste Single der Band veröffentlicht.
Das erste Mal live gespielt wurde das Lied im Pengrowth Saddledome in Calgary, Alberta, Kanada.

## Musikvideo
Die Erstausstrahlung des Musikvideos war am 7. Dezember 2008, auf Metallica.com und Yahoo Video. Das Video zeigt nicht die Band, sondern eine fiktive sowjetische Wochenschau über das berüchtigte Tunguska-Ereignis im Jahr 1908. Es werden Sporen einer unbekannten Spezies entdeckt, die Tote wiederbeleben können. Die Sowjets nutzen diese als Waffe, um das Blatt im Kalten Krieg gegen die Vereinigten Staaten zu wenden. Sie lassen einen Ballon über Nordamerika fliegen, der dort die Sporen verteilt und eine Zombie-Apokalypse auslöst. Die Amerikaner versuchen die Plage mittels Feuer zu bekämpfen, was aber wenig Erfolg zeigt. Daraufhin bieten die Sowjets ihre Hilfe an, was aber Tage dauern wird. Schlussendlich versprühen sie das Gegenmittel in Amerika, räumen alles auf und übernehmen so Amerika.

## Versionen der Single-CD
Die Single erschien in drei verschiedenen Versionen. Die erste ist ein Digipak mit der Studioversion des Songs All Nightmare Long, und den Songs Wherever I May Roam und Master of Puppets live in Berlin. Die zweite Version beinhaltet ebenfalls die Studioversion des Songs All Nightmare Long. Des Weiteren befinden sich die Songs Blackened und Seek & Destroy, ebenfalls live in Berlin aufgenommen, auf der Single. Auch in der dritten Version befindet sich wiederum die Studioversion des Songs All Nightmare Long auf der Single. Ihr beigelegt ist eine DVD mit einer 10-minütigen Minidokumentation über den Tag der Band in Berlin zusammen mit 20 Minuten Live-Ausschnitten aus der Album-Release-Party und 15 Minuten aus dem Proberaum beim Festival Rock im Park 2008.

## Trivia
All Nightmare Long wurde als Themesong für den Pay-Per-View-Event No Mercy 2008 von World Wrestling Entertainment verwendet.

## Mitwirkende

### Band
- James Hetfield – Vocals, Gitarre
- Kirk Hammett – Gitarre, Vocals
- Robert Trujillo – Bass, Vocals
- Lars Ulrich – Schlagzeug

### Produktion
- Rick Rubin – Produzent
- Ted Jensen – Mastering
- Greg Fidelman – Mischen